# Antonino Traina
Pour les articles homonymes, voir Traina.
Antonino Traina (né probablement à Palerme à une date inconnue ; floruit fin du XIXe siècle) est un lexicographe, philologue et écrivain italien. Il a travaillé dans le domaine de l'édition scolaire, s'est penché sur les problèmes linguistiques et a travaillé à la diffusion de la langue italienne après l'unification de l'Italie,. Connu pour être l'éditeur du Nuovo vocabolario siciliano italiano (Nouveau vocabulaire sicilien-italien), l'un des premiers dictionnaires à noter des mots comme mafia défini comme un néologisme. Cela a été dévoilé dans un petit essai en 1972 qui raconte l'histoire de la mafia par Leonardo Sciascia, qui signale que ce mot apparaît avec Traina. Antonino a immédiatement concurrencé le Nuovo dizionario siciliano-italiano (Nouveau dictionnaire sicilien-italien) de Vincenzo Mortillaro. 

## Biographie
Il n'y a pas d'études sur la vie d'Antonino Traina, car on sait peu de choses sur lui.
On pense qu'il est né à Palerme, puisque l'auteur l'affirme dans la dédicace à sa « ville natale », dans les premières pages du Vocabolarietto delle voci siciliane dissimili dalle italiane (Petit vocabulaire des entrées siciliennes différentes des italiennes), publié en 1877. Cependant, en 2023, les archives biographiques municipales de Palerme, sous la lettre T, ignorent toujours le savant sicilien ou, en tout cas, ne l'incluent pas dans le contexte civique parmi les Palermitains illustres, la seule personne illustre portant le nom de famille Traina répertoriée étant un magistrat nommé Francesco Traina Gucciardi, de Misilmeri,.
Ses traces sont probablement mélangées avec un nombre indéterminé d'hommes homonymes qui ont vécu en Sicile. Dans ces mêmes années, en effet, un autre Antonino Traina vivait à Misilmeri, membre des Nuove Effemeridi Siciliane, orateur participant aux funérailles à la mémoire de Victor-Emmanuel II organisées par la municipalité en 1878. Un autre homonyme possible est un avocat et président de la société « Unione e Lavoro operai Regia tabacchi esterni » à Palerme en 1890-91.
En 1867, comme on peut le déduire de la préface du Nuovo Vocabolario Siciliano-Italiano, Traina se rend à Florence. À la fin des années 1860, c'est très probablement son ami Giuseppe Pitrè qui édite une grande partie du dictionnaire, « suivant l'impression, corrigeant les brouillons et complétant ». Giuseppe Pitrè a également abordé ex professo le thème des « vocabulaires dialectaux » dans son essai en deux parties Dei vocabolari siciliani (Des vocabulaires siciliens). Plus tard, en 1869, avec Lionardo Vigo Calanna et Vincenzo Di Giovanni, Traina travaille avec « un groupe d'étude sur l'orthographe du sicilien, qui s'était réuni plusieurs fois à Palerme à l'initiative de Vigo ».
Traina se greffe à la riche tradition lexicographique de l'île, qui comprend des ouvrages de Giuseppe Vinci à partir des années 1700 (l'abbé, protopape de l'Église grecque de Messine, est l'auteur de l'Etymologicum siculum, publié en 1759), de Michele Pasqualino (Le noble de Bari Francesco Pasqualino résidant à Palerme, ainsi que son fils Michele, ont imprimé le Vocabolario Siciliano, etimologico, italiano e latino en 1795), de Michele Del Bono (père jésuite, il a fait imprimer à Palerme, pour l'imprimerie de Giuseppe Gramignani, la première édition en 3 volumes du Dizionario siciliano italiano e latino, de 1751 à 1754, et une seconde édition mise à jour et corrigée en 1783 en 4 volumes) et, au XIXe siècle, de Vincenzo Mortillaro.
Il fut l'un des premiers en Sicile à s'intéresser aux études lexicographiques, inspiré par la variété et les différences des dialectes de l'île. Le Nuovo vocabolario siciliano italiano, à la recherche des caractéristiques distinctives du sicilien, s'est également révélé être un outil utile pour l'acquisition du lexique national,. Publié sous forme de polycopié à partir de 1868, il a été achevé en 1873, suivi d'une deuxième édition en 1890 avec un supplément de 3 000 mots, réimprimé plusieurs fois sous forme anastatique, l'unique volume marque le début du progrès scientifique et sera suivi d'un « petit vocabulaire », « plus scientifiquement édité » ; cependant, « elle aussi, tout en tenant compte des diverses langues vernaculaires de l'île, n'indique pas toujours leur origine, de sorte que les adeptes des études dialectales ont prévu la compilation de vocabulaires des diverses langues vernaculaires elles-mêmes ».
Ce vocabulaire sicilien a enregistré des centaines de mots en voie de disparition : des noms de métiers (custureri « tailleur », vardunaru « cordonnier », curdaru « cordonnier », scuparu « fabricant de balais », robbavicchiaru « brocanteur », stagnataru « ferblantier », stagnataru « ferblantier », ammolacuteḍḍi « affûteur de couteaux », gnuri « conducteur de voitures de location »), aux travaux des champs (fumeri « épandeur de fumier », pisari « batteuse », marrùggiu « manche de houe »), à la culture alimentaire (frascàtula « porridge », ṭṛia « vermicelli », camiari « chauffer le four », fròcia « omelette », criscenti « levure »), aux jeux enfantins.
L'unification de l'Italie a entraîné de nouvelles conditions politiques et sociales. L'éducation linguistique des citoyens du nouvel État était nécessaire, afin de diffuser la langue italienne commune et nationale. En 1877, Traina a ciblé le marché de l'édition scolaire. En effet, il fait partie des théoriciens italiens qui, du Nord au Sud, ont élaboré « les lignes directrices de la première législation scolaire pour la langue italienne, ainsi que la pratique et les propositions théoriques et éditoriales d'autres enseignants tels que Francesco Soave et Francesco Cherubini », ou à travers les travaux de Giulio Tarra, Don Gianfrancesco Capurro (1810-1882) de Novi Ligure et de Traina.

## Œuvres
- Leggeri sghizzi su cose presenti: romanzetto, 1867.
- Nuovo vocabolario siciliano-italiano, 1868.
  - Nuovo vocabolario siciliano-italiano: supplemento, 1873.
- Grammatica siciliana, 1870.
- Esercizii grammaticali contro gli errori provenienti dal dialetto da servire quali complemento alla grammatica italiana per le scuole elementari, serali, rurali, maschili e femminili in Sicilia, 2ª classe, 1874.
  - Esercizii grammaticali contro gli errori provenienti dal dialetto da servire quali complemento alla grammatica italiana per le scuole elementari, serali, rurali, maschili e femminili in Sicilia, 3ª classe, 1874.
  - Esercizii grammaticali contro gli errori provenienti dal dialetto da servire quali complemento alla grammatica italiana per le scuole elementari, serali, rurali, maschili e femminili in Sicilia, 4ª classe, 1874.
- Vocabolarietto delle voci siciliane dissimili dalle Italiane: con saggio di altre differenze ortoepiche e grammaticali in aiuto all'unita della lingua e contro gli errori provenienti dal dialetto, 1877.
- Nomenclatura siciliana-italiana con esercizii di pronta sostituzione delle voci nazionali a quelle vernacole e coi segni della pronunzia: 1ª classe elementare, 1877.
  - Nomenclatura siciliana-italiana con esercizii di pronta sostituzione delle voci nazionali a quelle vernacole e coi segni della pronunzia: 2ª classe, 1881.
  - Nomenclatura siciliana-italiana con esercizii di pronta sostituzione delle voci nazionali a quelle vernacole e coi segni della pronunzia: 3ª classe, 1879.
  - Nomenclatura siciliana-italiana con esercizii di pronta sostituzione delle voci nazionali a quelle vernacole e coi segni della pronunzia: 4ª classe, 1881.
- Sillabario graduale per avviamento alla scrittura, lettura e pronunzia della lingua italiana, 1877.
  - Compimento del sillabario e primi esercizi graduali di Lettura corrente, 1877.
  - Cartelloni del Sillabario, 1877.
- Donne danno!: novella, 1879.
- Del festeggiato viaggio de’ reali d'Italia in Sicilia nel gennaio MDCCCLXXXI (1881), 1881.
- Compimento del sillabario e primi esercizi graduali di Lettura corrente, 1887.
- Italino ossia Il fanciullo italiano: letture educative e istruttive co segni della pronunzia: per le scuole elementari d'Italia.